# Cuito (flod)
Cuito är ett vattendrag i Angola. Det ligger i den södra delen av landet, 1 300 kilometer sydost om huvudstaden Luanda.
Trakten runt Cuito består huvudsakligen av våtmarker. Runt Cuito är det mycket glesbefolkat, med 2 invånare per kvadratkilometer. Savannklimat råder i trakten. 